# 路易絲·德科利尼
路易絲·德科利尼（法語：Louise de Coligny，1555年9月23日—1620年11月9日），奧蘭治親王妃，法國宗教戰爭期間的胡格諾派領導人加斯帕爾·德科利尼的女兒。
1571年，路易絲與查理·德泰里尼結婚，隔年路易絲的父親和丈夫皆於聖巴托羅繆大屠殺中遇難。1583年路易絲與奧蘭治親王沉默者威廉結婚，兩人的獨子即為日後的奧蘭治親王弗雷德里克·亨德里克。